# Kamervragen
Het stellen van Kamervragen is een procedure van het Nederlandse parlement als onderdeel van het democratische proces, waarbij een lid van de Eerste Kamer of Tweede Kamer vragen stelt aan de regering. Het is een van de meest gebruikte middelen om de regering te controleren. De vragen kunnen mondeling of schriftelijk worden gesteld.
Mondelinge vragen kunnen gesteld worden in debatten. In de Tweede Kamer kunnen ook vragen worden gesteld tijdens het wekelijkse vragenuur.

## Mondelinge vragen
Het wekelijkse vragenuur in de Tweede Kamer is net als andere onderdelen van plenaire zittingen live te volgen, achteraf te bekijken, en na één tot twee maanden in de Handelingen na te lezen. 
Mondelinge vragen betreffen doorgaans zeer actuele onderwerpen. Het mondelinge vragenuur van de Tweede Kamer wordt gewoonlijk wekelijks gehouden en door de korte procedure kunnen zij dicht bij de actualiteit aansluiten. Het nadeel is dat er maar heel weinig tijd per vraag beschikbaar is. Ook tijdens een reces, wanneer het parlement vaak voor een langere periode niet vergadert, is er ook geen vragenuur.
Met name het stellen van vragen tijdens het vragenuur heeft vaak een populistische bijbedoeling, waarbij een politieke partij probeert te scoren door een van zijn programmapunten onder de aandacht te brengen. Soms hebben de vragen ook een activistisch karakter, waarbij een partij "geluiden van de straat", bijvoorbeeld protesten tegen het een of ander, in de Kamer wil laten doorklinken. Doordat het vragenuur live wordt uitgezonden is de vragensteller verzekerd van een groot publiek.
Tijdens recessen – perioden wanneer de Kamer geen zittingen houdt – kunnen geen mondelinge vragen worden gesteld.

## Schriftelijke vragen
Wanneer het geen spoedeisende zaak betreft, er te veel vragen zijn om binnen het vragenuur af te handelen, het onderwerp te complex is en een uitgebreide beantwoording vereist, of er voor de beantwoording eerst nog uitgebreid onderzoek moet worden gedaan, kunnen de vragen niet mondeling worden afgehandeld. Dan worden er door het Kamerlid schriftelijke vragen ingediend. De vragen moeten binnen een termijn van drie weken worden beantwoord door de betreffende minister. Als dat niet lukt komt de minister eerst met een mededeling dat het wat langer duurt. Een set van bij elkaar behorende Kamervragen, met antwoorden van de verantwoordelijke bewindspersoon, wordt gepubliceerd als Aanhangsel van de Handelingen.

### Vaste Kamercommissies
Vragen kunnen ook worden gesteld in het schriftelijke verslag van een vaste Kamercommissie, ter voorbereiding van de plenaire vergadering in de betreffende Kamer waarin deze een wetsvoorstel behandelt. Deze worden beantwoord door de indiener van het wetsvoorstel in de nota naar aanleiding van het verslag (Tweede Kamer) of de memorie van antwoord (Eerste Kamer).